# Węgrzynów (województwo świętokrzyskie)
Węgrzynów – wieś w Polsce położona w województwie świętokrzyskim, w powiecie kieleckim, w gminie Mniów.
Wieś leżąca w powiecie chęcińskim województwa sandomierskiego należała w XVI wieku do Tarłów. 
W latach 1975–1998 miejscowość należała administracyjnie do województwa kieleckiego.